# Ingenieur

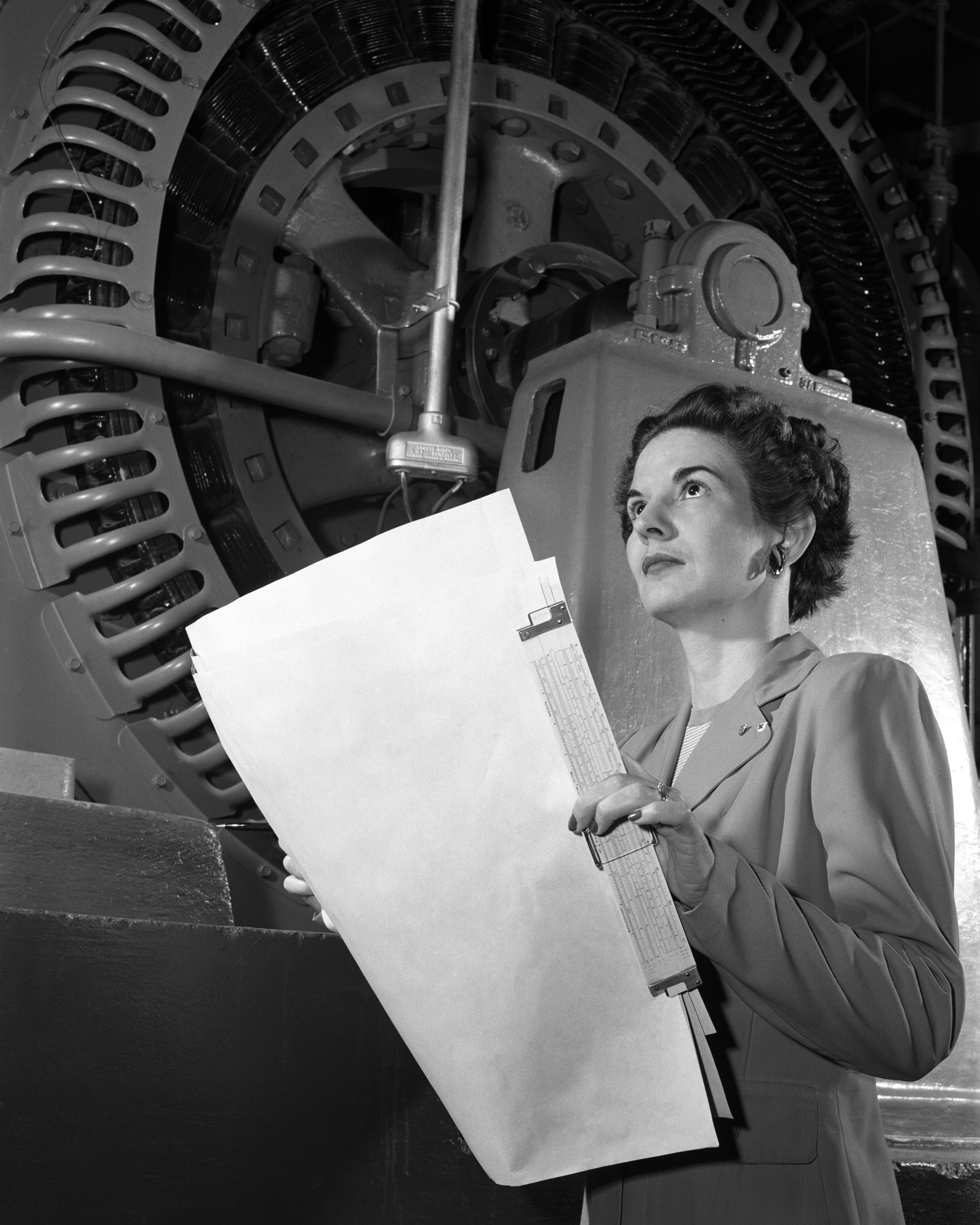
Kitty Joyner, een Amerikaanse ingenieur elektrotechniek in 1952

Een ingenieur is een hooggeschoolde technicus die wetenschappelijke kennis gebruikt en ontwikkelt en toepast in product- en dienstontwerpen die technische, natuurwetenschappelijke, technologische en organisatorische problemen oplossen. Het is een titel, die alleen mag worden gedragen na het afronden van een hogere opleiding in de technische wetenschappen, wat ingenieurwetenschappen wordt genoemd in België. In de eigen naam mag in Nederland de officiële titel voor ingenieur worden gebruikt: ir., BSc of MSc (universiteit) en ing. of BSc, B Eng, B BE, BASc, B ICT (hogeschool). De ingenieurstitel is wetmatig beschermd en deze titel gebruiken zonder afgestudeerd te zijn staat gelijk aan oplichting (wetboek van Strafrecht).

## Oorsprong van het woord 'ingenieur'
Ingenieur is ontleend aan het Franse ingénieur, dat in verband staat met het Latijnse ingenium in de niet-klassieke betekenis van kunstig bedacht werktuig. De ingenieur was oorspronkelijk iemand die belegeringswapens ontwierp en bouwde. Het Nederlandse begrip is niet zomaar in het Engels te vertalen met het in die taal gebruikelijke begrip engineer, omdat in die taal, vooral in de spreektaal, het woord engineer ook wordt gebruikt om een kundig technisch ontwerper of specialist aan te duiden, die geen universitaire of hogeschoolopleiding heeft voltooid.

## Ingenieur in Nederland
Behalve dat de naam 'ingenieur' een aanduiding is voor een gespecialiseerd type beroep of vak, betreft het ook een titel in het Nederlands hoger onderwijs. Het duidt hiermee aan dat iemand in Nederland een technische wetenschappelijke of toegepast natuurwetenschappelijke opleiding heeft voltooid aan een universiteit of hogeschool. Universitair geschoolde ingenieurs voeren de titel ir. en hogeschool-ingenieurs de titel ing. De adressering is "Weledelgestrenge heer/vrouwe". Ingenieurs die gepromoveerd zijn, mogen de titels dr. ir. respectievelijk dr. ing. voeren.
Tot 1986 werden technische universiteiten aangeduid als technische hogescholen. Oude hogere technische scholen (HTS) vielen ook niet onder de oude wet op het hoger onderwijs. Na 1985 mochten de technische hogescholen zich 'technische universiteit' noemen, en kwam de naam 'hogeschool' in gebruik voor instellingen voor hoger beroepsonderwijs. De opleidingen aan technische universiteiten hebben een nominale studieduur van vijf jaar, uitzonderingen daargelaten, terwijl een studie aan de hogescholen vier jaar duurt.

### Universiteit
In 2003 werd de bachelor-masterstructuur (BaMa) doorgevoerd in Nederland. De invoering van dit BaMa-stelsel betekent dat personen die succesvol een ingenieursstudie hebben afgerond aan een Nederlandse universiteit in principe de internationale graad Master of Science (MSc) verkrijgen, met daarachter een vermelding van de gedane ingenieursopleiding. Daarnaast mag de titel ir. in Nederland worden gedragen. Als alleen een bacheloropleiding gevolgd is, wordt de graad Bachelor of Science (BSc) verleend.
Ingenieursopleidingen worden in Nederland gegeven aan de vier technische universiteiten; de Technische Universiteit Delft, Technische Universiteit Eindhoven, Universiteit Twente en Universiteit Wageningen. Daarnaast leiden de studie Software Engineering en Computer Science van de Open Universiteit en een aantal technische opleidingen aan de Rijksuniversiteit Groningen op tot ingenieur.

### Hogeschool
Ingenieursopleidingen worden in Nederland in het hoger beroepsonderwijs gegeven aan de polytechnische faculteit van een hogeschool. Iedereen die is afgestudeerd op een hbo-ingenieursopleiding verkrijgt de internationale graad bachelor. Alhoewel de hbo-opleidingen vrij zijn om alle overige achtervoegsels te gebruiken volgen zij hier in het algemeen de adviezen van de HBO-raad en de Nederlandse Ingenieursvereniging KIVI. De volgende vier titels zijn geadviseerd voor hbo-ingenieursopleidingen, waarbij rekening is gehouden met de internationale herkenbaarheid:
1. Bachelor of Engineering (B Eng), voor de opleidingen technische bedrijfskunde, luchtvaarttechnologie, scheepsbouwkunde, bewegingstechnologie, industriële vormgeving, installatietechniek, werktuigbouwkunde, mechatronica, chemische technologie, elektrotechniek, industriële automatisering, autotechniek en toegepaste wiskunde;
2. Bachelor of Built Environment (B BE), voor de opleidingen civiele techniek, bouwtechnische bedrijfskunde, geodesie, bouwkunde, ruimtelijke ordening & planologie, verkeerskunde, archeologie en milieuwetenschappen;
3. Bachelor of Applied Science (BASc), voor de opleidingen in de richting van toegepaste natuurwetenschappen,  technische natuurkunde, bio-informatica en materiaalkunde;
4. Bachelor of Information and Communication Technology (B ICT), voor de opleidingen informatica, technische informatica, beleidsinformatica, systeembeheer, information engineering, communicatie & multimedia design, informatiedienstverlening en -management en information security management.

De kwalificatie zoals vermeld op het diploma verkregen na een ingenieursopleiding is niet noodzakelijk letterlijk de benaming van een ingenieursdiscipline, maar geregeld een situering. Immers, er bestaan geen precies te bepalen grenzen tussen de verschillende ingenieursdisciplines en -subdisciplines, en ingenieurs combineren gewoonlijk verschillende disciplines in hun opleiding en beroepspraktijk.

## Ingenieur in de Vlaamse Gemeenschap

### Opleiding
In Vlaanderen worden ingenieurs opgeleid aan universiteiten. De Vlaamse ingenieursopleidingen zijn van het niveau master, dus Master of Science.
In de bachelor-masterstructuur bestaan alle Vlaamse ingenieursopleidingen dus uit een initiële 3-jarige academische opleiding tot Bachelor of Science (BSc), met daaropvolgend een 1- of 2-jarige opleiding leidende tot een Master of Science. Sinds het academiejaar 2013-2014 vallen de opleidingen Industrieel ingenieur onder de verantwoordelijkheid van de universiteiten. Dit proces, dat voortvloeide uit de nauwe samenwerking tussen universiteiten en hogescholen binnen de associaties, wordt inkanteling genoemd.
De Vlaamse Gemeenschap kent verschillende groepen academisch ingenieurs: 
- Burgerlijk ingenieur polytechnicus – aan de faculteit polytechniek van de Koninklijke Militaire School in Brussel.
- Master in de ingenieurswetenschappen – burgerlijk ingenieur aan de faculteit ingenieurswetenschappen van de universiteiten te Brussel, Gent of Leuven.
- Master in de bio-ingenieurswetenschappen – bio-ingenieur aan de faculteit bio-ingenieurswetenschappen te Gent of Leuven, aan de faculteit wetenschappen en bio-ingenieurswetenschappen te Brussel of aan de faculteit wetenschappen in Antwerpen (enkel Bachelor).
- Master in de industriële ingenieurswetenschappen of master in de biowetenschappen – industrieel ingenieur aan de faculteit industriële ingenieurswetenschappen van de universiteiten van Hasselt[5] of Leuven[6], de faculteit toegepaste ingenieurswetenschappen van de universiteit Antwerpen[7], de faculteit ingenieurswetenschappen van de universiteit Brussel[8] of de faculteiten ingenieurswetenschappen en Bio-ingenieurswetenschappen van de universiteit Gent.[9][10]
- Master in de (toegepaste) economische wetenschappen: handelsingenieur wordt door sommigen beschouwd als een ingenieursrichting. De afgestudeerde studenten krijgen geen afkorting ir. of ing. maar verkrijgen wel de titel 'handelsingenieur'.

Alle ingenieurs uit een bepaalde groep hebben verscheidene gemeenschappelijke karakteristieken met als gevolg dat, op de handelsingenieurs na, de eerste 3 à 4 semesters van hun studieprogramma vrijwel identiek worden ingevuld. Alle opleidingen van eenzelfde groep geven naast de bachelor- en mastergraad tevens recht op dezelfde ingenieurstitel overeenkomstig de groep. Zowel het gemeenschappelijke karakter alsook de specifieke hoofdrichting van de gevolgde opleiding zijn terug te vinden in de kwalificatie na de graad. Deze hoofdrichting mag uiteraard ook vermeld worden na de ingenieurstitel om duidelijk te maken om welke precieze kwalificatie het gaat.

### Diploma's
De titels na afstuderen, die het meest voorkomen, zijn:
- MSc in de Ingenieurswetenschappen met ingenieurstitel: burgerlijk ingenieur
- MSc in de Bio-ingenieurswetenschappen met ingenieurstitel: bio-ingenieur
- MSc in de Industriële ingenieurswetenschappen met ingenieurstitel: industrieel ingenieur
- MSc in de Biowetenschappen met ingenieurstitel: industrieel ingenieur

De titels burgerlijk ingenieur en bio-ingenieur worden officieel afgekort tot ir.. Sinds het academiejaar van 2013-2014 mag ook de industrieel ingenieur officieel deze titel gebruiken. Voordien was dit de titel ing.

Binnen de hoofdrichting heeft men vaak nog de keuze uit verscheidene afstudeerrichtingen om een of meerdere deelaspecten extra te benadrukken. Tot slot bestaat er meestal de mogelijkheid om in de bachelor- of masteropleiding de hoofdrichting te combineren met een nevenrichting of bijvak.
De ingenieursvereniging van de Vlaamse Industrieel Ingenieurs was de Vlaamse Ingenieurskamer (VIK). Die van de Vlaamse Burgerlijk Ingenieurs en de Bio-ingenieurs was de Koninklijke Vlaamse Ingenieursvereniging (K VIV).Beide organisaties fusioneerden in 2016 tot ie-net.
Sinds de afschaffing van de zogenaamde toelatingsproef Burgerlijk Ingenieur vanaf academiejaar 2004-2005 is de toegang tot alle ingenieursopleidingen vrij op basis van het diploma secundair onderwijs. In praktijk bestaat de instroom uit het secundair onderwijs echter voornamelijk uit studenten uit de studierichtingen met een sterk wiskundige en/of wetenschappelijke component.
Er ontstaat vaak verwarring wanneer men de Vlaamse ingenieurstitels vertaalt naar andere talen zoals het Engels, daar dit typisch Vlaamse titels zijn die enkel lokaal een betekenis hebben en in andere talen vaak reeds andere begrippen dekken. Zo geeft een letterlijke vertaling van Burgerlijk Ingenieur het begrip civil engineer, wat in het Engels duidt op een ingenieur die bedreven is in de burgerlijke bouwkunde, lees: niet-militaire bouwkunde, zoals bijvoorbeeld bij een Burgerlijk Ingenieur in bouwkunde het geval is, maar evengoed bij een Industrieel ingenieur in bouwkunde, maar zeker niet bij een Burgerlijk Ingenieur in Computerwetenschappen. 'Bio-ingenieur' zou leiden tot bio-engineer, wat alleen duidt op ingenieurs bedreven in de cel- en genbiotechnologie en dus enkel overeenstemt met bio-ingenieurs in cel- en genbiotechnologie, terwijl milieutechnologie, scheikunde, landbouwkunde, land- en bosbeheer, voeding eveneens hoofdrichtingen zijn voor bio-ingenieurs, maar niet onder die Engelse term in kwestie vallen. Gelijkaardige situaties gelden bij de andere Vlaamse ingenieurstitels.

## Ingenieur in Europa
In de meeste Europese landen bestaan 2 à 3 types ingenieursopleidingen, waaronder één universitaire en één hoger onderwijs. De recente BaMa-hervormingen streven naar harmonisatie van deze ingenieursopleidingen. Daarbij volgen alle studenten een 3- of 4-jarige basisopleiding ingenieur, 'Bachelor of Engineering' of 'Bachelor of Science', gevolgd (voor de meeste studenten) door een specialisatie van 1 en soms 2 jaar masteropleiding ('Master of Engineering' of 'Master of Science'). Sommigen gaan daarna nog voor hetzij een complementaire, tweede master, andere voor een verdere specialisatie, master na master, dan wel voor doctoraat en het bijhorende onderzoek (minimaal 3 jaar).
In vele landen gebeurt de opleiding van ingenieurs in nauwe samenwerking met het bedrijfsleven, en met name met de industrie. Ze volgen bijna allen een stage van minstens één semester (minder in sommige landen met een eerder Latijnse academische cultuur). Zo bestaat er in Duitsland een type ingenieurs-opleiding (Berufsakademie) waarbij de student gedurende 4 jaar afwisselend enkele maanden les volgt, en dan in het bedrijf praktijk, stages en projectwerken realiseert.
Omdat er in het buitenland nog wel eens verwarring is over de ingenieurstitels ir. en ing. en het niveau van de opleidingen, kunnen Nederlandse en Vlaamse ingenieurs (en ook ingenieurs van andere Europese landen) bij ENGINEERS EUROPE (voorheen FEANI) de titel European Engineer aanvragen. Als men hierbij over voldoende opleiding, werkervaring en technisch/maatschappelijke ontwikkeling beschikt mag men na de toelating in het Europees register de afkorting Eur. Ing. voeren achter de naam. Dit kan een hulpmiddel zijn als men werkzaamheden verricht in/voor het buitenland om het niveau van de aanwezige (technische) kennis inzichtelijk te maken.

## Ingenieur in Indonesië en Maleisië
In het verleden was in Nederlands-Indië het oude Nederlandse academische systeem aangenomen, waaronder de titel ir. (insinyur, van het Nederlandse woord "ingenieur"). In het huidige Indonesië en Maleisië wordt deze titel thans nog gebruikt.

## Ingenieursdisciplines
- Analytische chemie
- Architectuur
- Autotechniek
- Bio-informatica
- Biologie en Medisch Laboratoriumonderzoek
- Biomedische technologie
- Biotechnologie
- Biowetenschappen
- Bouwkunde
- Chemie
- Chemische technologie
- Civiele techniek
- Elektrotechniek
- Energietechniek
- Geodesie
- Human technology
- Industriële automatisering
- Industriële vormgeving
- Informatie- en Communicatietechnologie
- Installatietechniek
- Landbouwkunde
- Levensmiddelentechnologie
- Logistiek
- Luchtvaarttechniek
- Materiaalkunde
- Mechatronica
- Medische technologie
- Meet- en regeltechniek
- Mijnbouwkunde
- Milieuwetenschappen
- Nanobiologie
- Nanotechnologie
- Nucleaire technologie
- Offshore engineering
- Scheepsbouwkunde
- Software engineering
- Technische aardwetenschappen
- Technische bedrijfskunde
- Technische bestuurskunde
- Technische geneeskunde
- Technische informatica
- Technische natuurkunde
- Technische wiskunde
- Telematica (telecommunicatie & informatica)
- Werktuigbouwkunde
- Wiskundige ingenieurstechniek